# تادئوس رایش‌اشتین
تادئوس رایش‌اشتین (انگلیسی: Tadeus Reichstein؛ زاده ۲۰ ژوئیهٔ ۱۸۹۷ – درگذشته ۱ اوت ۱۹۹۶) یک دانشمند در زمینه شیمی‌ اهل سوئیس بود.